# Maša Zec Peškirič
Maša Zec Peškirič (Jesenice, 21 januari 1987) is een voormalig tennisspeelster uit Slovenië. Zij begon op achtjarige leeftijd met tennis. Zij speelt rechtshandig en heeft een tweehandige backhand. Zij was actief in het proftennis van 2005 tot medio 2014.

## Loopbaan
In 2009 speelde zij tweemaal op een grandslamtoernooi, door deelname aan Wimbledon en het US Open.
In het enkelspel won Peškirič veertien ITF-titels, in de periode 2004–2014. Haar beste resultaat op de WTA-toernooien is het bereiken van de kwartfinale in Bogota in 2009, waar zij het eerste reekshoofd Flavia Pennetta (op dat moment nummer vijftien op de wereldranglijst) onschadelijk maakte. Haar hoogste notering op de WTA-ranglijst is de 93e plaats, die zij bereikte in juni 2009.
In het dubbelspel won Peškirič tien ITF-titels, in de periode 2004–2014. Haar beste resultaat op de WTA-toernooien is het bereiken van de halve finale op het toernooi van Cali in 2013, samen met de Zwitserse Conny Perrin. Haar hoogste notering op de WTA-ranglijst is de 130e plaats, die zij bereikte in oktober 2009.
Vanaf 2006 tot en met 2011 nam zij jaarlijks deel aan het Fed Cup-team van Slovenië; ook in februari 2014 vertegenwoordigde zij haar land nog bij de Fed Cup.

## Posities op deWTA-ranglijst
Positie per einde seizoen:
| jaar | rang enkelspel | rang dubbelspel |
| ---- | -------------- | --------------- |
| 2004 | 498            | 457             |
| 2005 | 312            | 340             |
| 2006 | 421            | 409             |
| 2007 | 193            | 455             |
| 2008 | 132            | 271             |
| 2009 | 119            | 149             |
| 2010 | 145            | 181             |
| 2011 | 264            | 411             |
| 2012 | 260            | 247             |
| 2013 | 261            | 208             |
| 2014 | 594            | 408             |

## Resultaten grandslamtoernooien
| Legenda | Legenda                          |
| ------- | -------------------------------- |
| g.t.    | geen toernooi gehouden           |
| l.c.    | lagere categorie                 |
| –       | niet deelgenomen                 |
| G       | uitgeschakeld in de groepsfase   |
| 1R      | uitgeschakeld in de eerste ronde |
| 2R      | uitgeschakeld in de tweede ronde |
| 3R      | uitgeschakeld in de derde ronde  |
| 4R      | uitgeschakeld in de vierde ronde |
| KF      | uitgeschakeld in de kwartfinale  |
| HF      | uitgeschakeld in de halve finale |
| F       | de finale verloren               |
| W       | het toernooi gewonnen            |
| w-v     | winst/verlies-balans             |

### Enkelspel
| Toernooi        | 2009 |
| --------------- | ---- |
| Australian Open | –    |
| Roland Garros   | –    |
| Wimbledon       | 1R   |
| US Open         | 1R   |